# Cabrales

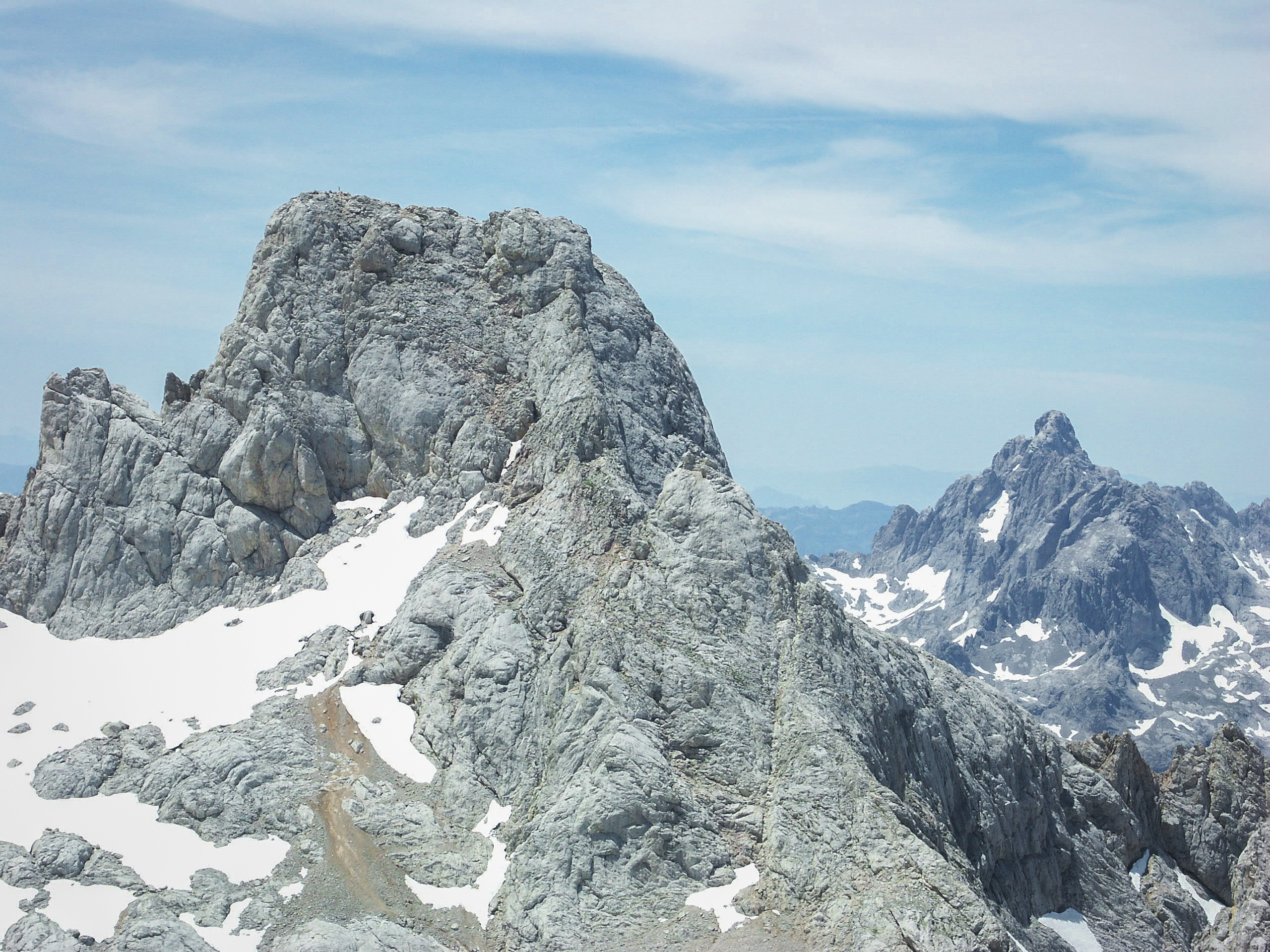
Der Berg Torrecerredo

Cabrales ist eine spanische Gemeinde (concejo in Asturien, entspricht dem municipio im übrigen Spanien) in der autonomen Region Asturien mit der Hauptstadt Carreña.

## Geschichte

### Bis zum Mittelalter
Die Besiedelung der Region geht zurück bis in die Altsteinzeit, Höhlenmalereien in den Höhlen von Covaciella und El Bosque, sowie Werkzeugfunde in der Höhle (Cueva) Las Canes belegen dies.
Erst um das Jahr 722 wird die Region wieder genannt, als maurische Truppen auf dem Weg zur Schlacht von Covadonga hier durchziehen.

### Bis Heute
In kirchlichen Dokumenten wird im 12. Jahrhundert der Bau der Iglesia (Kirche) San Pedro in Camarmeña nachgewiesen. Im 14. Jahrhundert wird das Concejo Cabrales erstmals genannt. Bis zum 19. Jahrhundert wird das Concejo durch regionale Familien regiert. Während des spanischen Freiheitskrieges war die Gemeinde Auf- und Durchmarschgebiet der französischen Truppen unter General Bonet.

### Wappen
Im oberen Teil ist das Siegeskreuz zu sehen, die übrigen Symbole verweisen auf die Landschaft und die Viehwirtschaft.

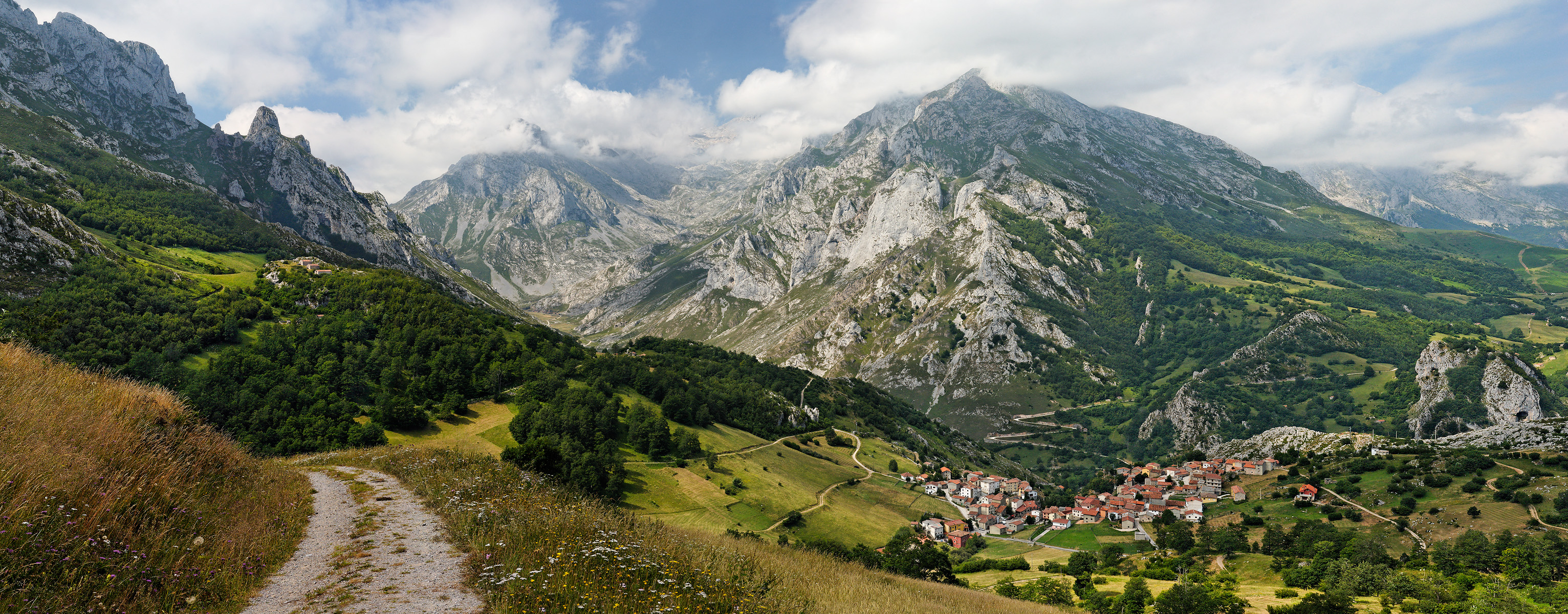
Panoramablick auf Sotres

## Geographie
Die Gemeinde hat 1907 Einwohner (Stand 1. Januar 2022) und eine Grundfläche von 238,29 km². Die größte Erhebung ist der Berg Pico Torrecerredo mit 2.648 m.

### Grund und Boden
Kalkstein und anderes metamorphe Sedimentgestein, sind die beherrschenden Gesteinsformationen.
Die Bergzüge der Picos de Europa sind typisch für diesen Teil Asturiens.

### Flüsse und Seen

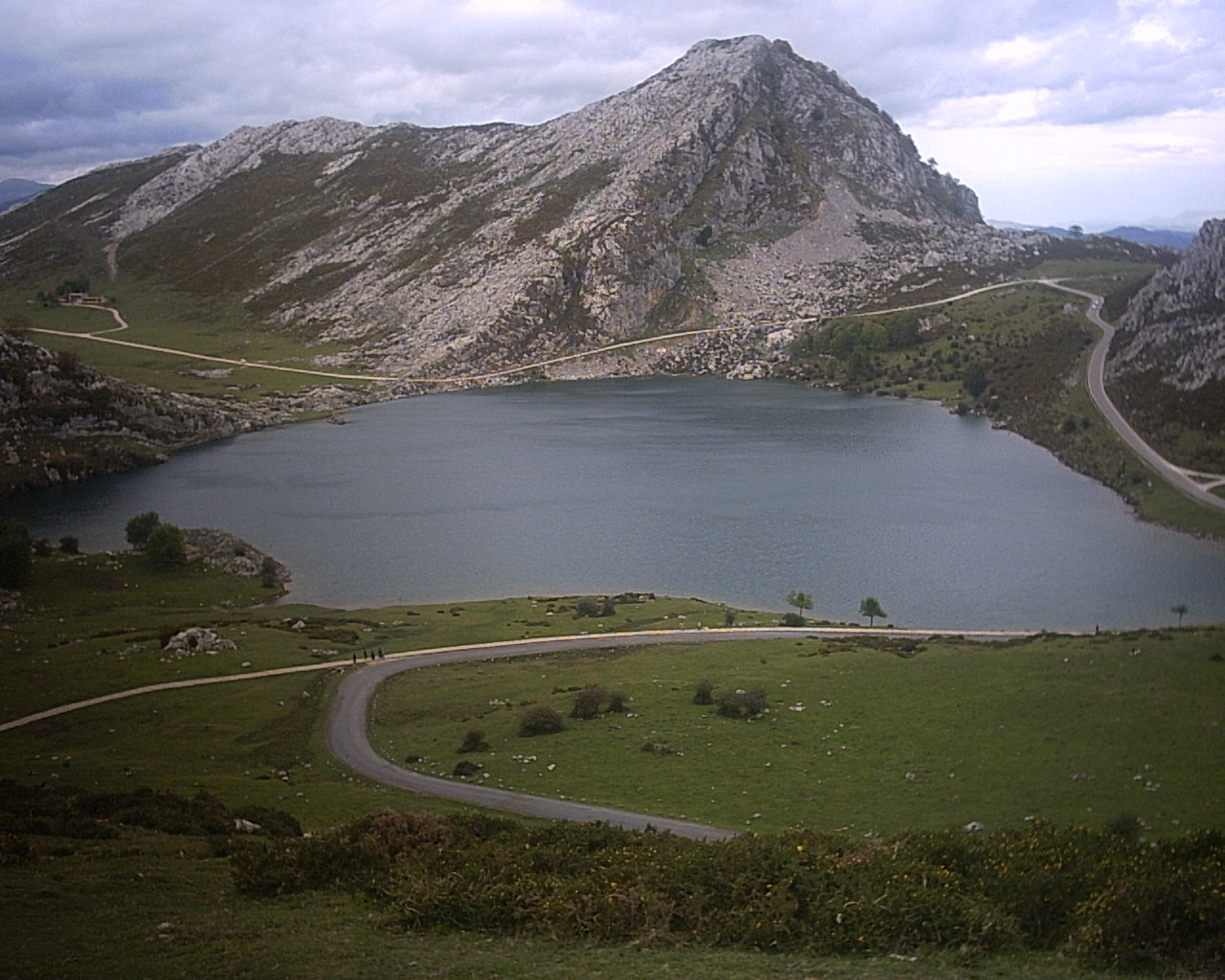
Der Lago Enol, ein typischer Bergsee der Region

Cabrales wird von den Flüssen Río Cares, Rio las Llanas, Rio Casaño, Rio Cerezo, Rio Terviña, Rio Duje, Rio Bulnes und vielen kleineren Gebirgsflüsschen durchzogen. Mehrere kleine Bergseen ähnlich dem Lago Enol in den Picos de Europa sind auf dem Gebiet der Gemeinde zu finden.

### Naturerlebnisse
Der Nationalpark Picos de Europa lädt ein zum Wandern in herrlicher Berglandschaft.

### Verkehrsanbindung
- Nächster internationaler Flugplatz: Flughafen Asturias in Aviles.
- Die Meterspurstrecke Santander–Gijón der FEVE verläuft im Bereich der Picos de Europa küstennah, die nächsten Bahnhöfe liegen in Arriondas, Posada de Llanes und Unquera.
- Bushaltestellen der FEVE oder ALSA gibt es in den meisten Orten, abgelegenere wie Poncebos, Sotres, Tielve und Carmameña sind jedoch nicht mit öffentlichen Verkehrsmitteln erreichbar.
- Das Dorf Bulnes ist nicht an das Straßennetz angebunden, es ist seit 2001 mit einer in einem Tunnel verlaufenden Standseilbahn von Poncebos erreichbar.
- Carreña, der Sitz der Gemeindeverwaltung ist aus allen Richtungen über die Straßen AS-114, 264 und 345 zu erreichen.

## Klima
Das Klima ist entsprechend der Lage in den Picos de Europa alpin, mit angenehm milden, oft feuchten Sommern und durchaus strengen Wintern.

## Parroquias

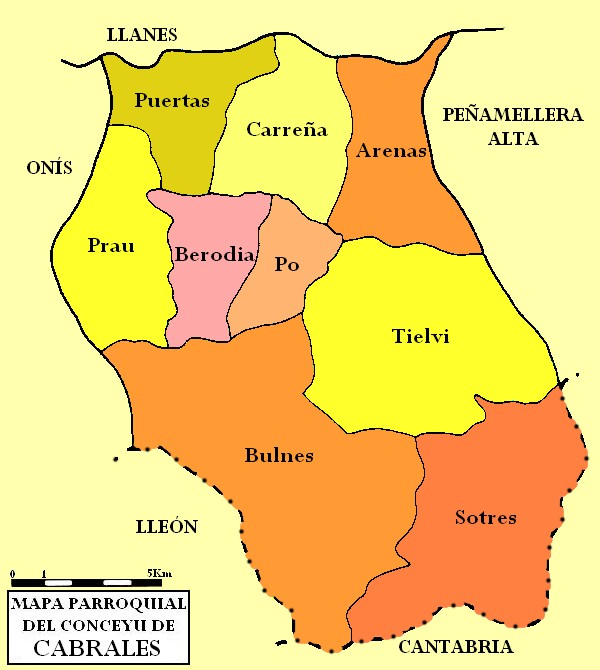
Parroquías

Die Gemeinde Cabrales ist in neun Parroquias unterteilt:
- Berodia
- Bulnes
- Carreña
- Las Arenas
- Poo
- Prado
- Puertas
- Sotres
- Tielve

## Spezialitäten der Region
Berühmt ist die Region Cabrales durch den gleichnamigen Käse Cabrales, der in Höhlen des Hochgebirges reift. Es gibt ihn in verschiedenen Altersstufen, entsprechend ist die Schärfe oder Würze des Käses.

## Wirtschaft
Seit alters her ist die Viehwirtschaft (Rinder, Ziegen und Schafe) der Haupterwerbszweig der Gemeinde. Handel und Produktion findet nur in klein- und mittelständischen Betrieben statt. Der überwiegende Anteil der Arbeitnehmer ist als Pendler unterwegs. Der Naturtourismus ist die letzten 20 Jahre eine wachsende Einnahmequelle.
| Ackerbau, Viehzucht und Fischerei                                                                         | 189 | 26,29 |
| Industrie                                                                                                 | 39  | 5,42  |
| Bauwirtschaft                                                                                             | 86  | 11,96 |
| Dienstleistungsbetriebe                                                                                   | 405 | 56,33 |
| Summe | 719 | 100   |
| * Daten, Stand 2009. (PDF; 141 kB), SADEI – Statistisches Amt für Wirtschaftliche Entwicklung in Asturien |     |       |

## Bevölkerungsentwicklung
| Grafische Entwicklung der Bevölkerung von Cabrales        |
| --------------------------------------------------------- |
|                                                           |
| Quelle: INE-Archiv - grafische Aufarbeitung für Wikipedia |

## Politik
Die Aufteilung der 11 Sitze im Gemeinderat ist wie folgt:
| Partei          | 1979 | 1983 | 1987 | 1991 | 1995 | 1999 | 2003 | 2007 | 2011 | 2015 |
| --------------- | ---- | ---- | ---- | ---- | ---- | ---- | ---- | ---- | ---- | ---- |
| PSOE            | 3    | 4    | 4    | 5    | 5    | 4    | 5    | 5    | 5    | 5    |
| FAC             |      |      |      |      |      |      |      |      | 3    | 1    |
| CD / AP / PP    |      | 6    | 7    | 5    | 6    | 5    | 6    | 5    | 3    | 4    |
| PCE / IU-BA     | 1    | 1    |      |      |      |      |      |      |      |      |
| UCD / CDS       | 7    |      |      | 1    |      |      |      |      |      |      |
| URAS / URAS-PAS |      |      |      |      |      | 2    |      | 1    |      |      |
| Somos Cabrales  |      |      |      |      |      |      |      |      |      | 1    |
| Total           | 11   | 11   | 11   | 11   | 11   | 11   | 11   | 11   | 11   | 11   |

## Sehenswürdigkeiten

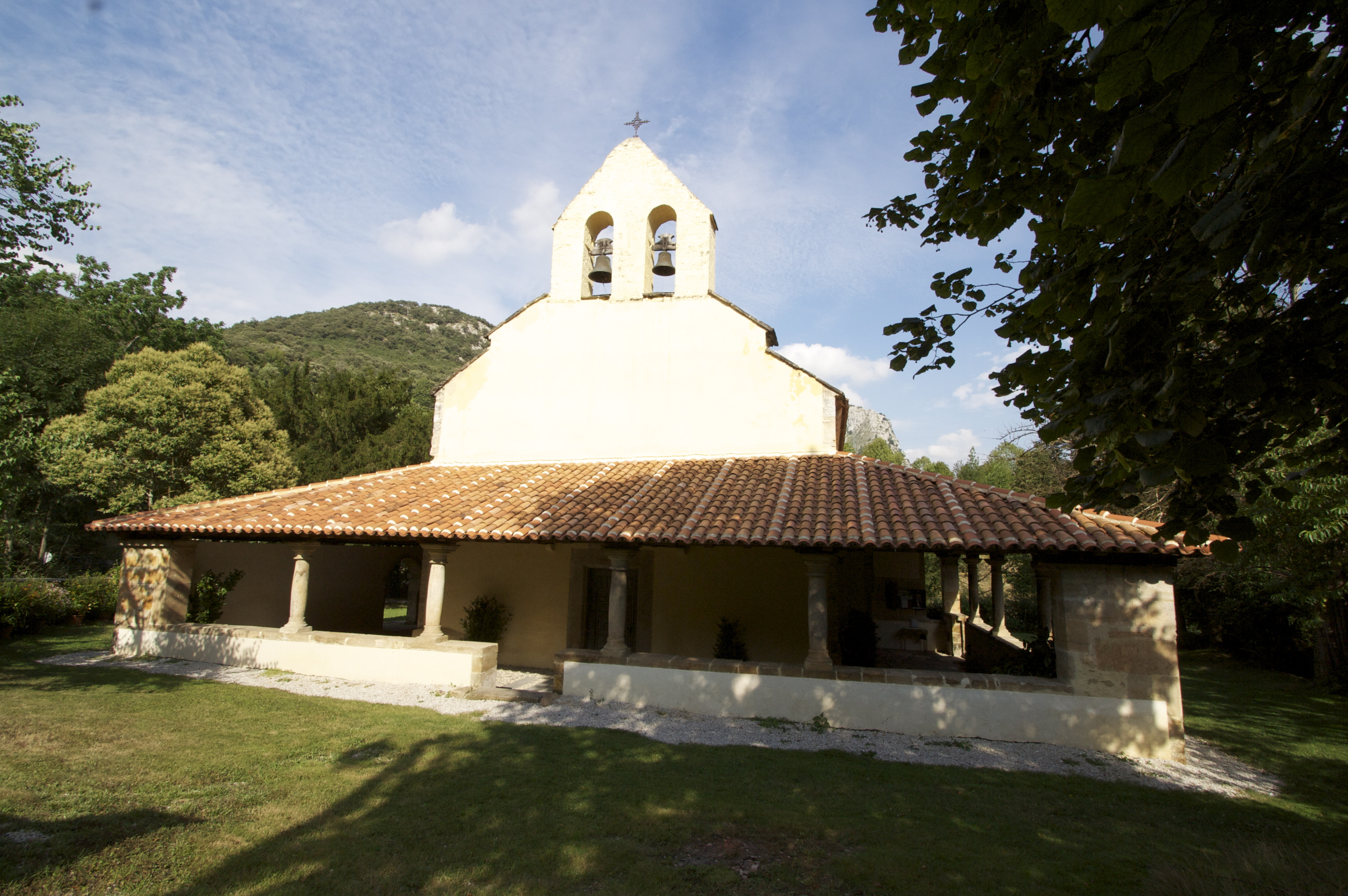
Kirche Santa María de Llas

Zahlreiche Almen mit typischen asturischen Bauernhäusern und natürlich Käsereien laden zu Besuch und Rast ein. Durch die wechselhafte Geschichte finden sich in der gesamten Region Bauwerke mit maurischen, kastilischen, romanischen und gotischen Einflüssen.
- Nationalpark Picos de Europa
- Kirche Santa María de Llas bei Las Arenas (13. und 18. Jahrhundert)
- Palacio de Cernuda bei Poo (17. Jahrhundert)
- Palacio de Navariego im Weiler Arangas (17. Jahrhundert)

## Feste und Feiern
Eine Vielzahl von Veranstaltungen findet sich im Veranstaltungskalender auf der Website der Gemeinde unter dem Reiter „Fiestas y Folclore“.